# Skrunda (novads)
Skrunda est un novads de Lettonie, situé dans la région de Kurzeme. En 2009, sa population est de 6 057 habitants.